# 久江村
久江村（くえむら）は、石川県鹿島郡に存在した村である。

## 地理

### 隣接していた市町村
- 町
  - 能登部町
- 村
  - 御祖村・滝尾村

## 歴史

### 沿革
- 1893年（明治26年）2月17日 滝尾村から大字久江、久江原山分が分離して久江村が成立。（大字久江の小字ヨ部百四十番~百四十三番、百四十六番、百四十八番、百四十九番、タ部百九十一番、百九十二番、百九十七番は滝尾村に残留し大字小竹に編入）
- 1955年（昭和30年）1月1日 久江村と越路町、御祖村、滝尾村が合併し鹿島町が発足。